# 杜維忠
杜維忠（越南语：／；？—1428年）是安南屬明時期的一位官員。
杜維忠本是陳朝的將領，後仕胡朝。1407年，明朝吞併安南之後，杜維忠被任命為化州知府，後改授三江知府。
1409年，後陳朝的簡定帝、重光帝兵分兩路前來討伐，明軍都閉城自守。安南地區的各路豪傑紛紛起兵響應，唯有杜維忠不從，藏匿明朝官員。
1416年，明朝任命梁汝笏、杜維忠為交趾布政使司參政。1427年，黎利在支棱昌江之戰中擊敗了柳昇、沐晟，包圍王通。杜維忠、梁汝笏、陳封等人便歸降後黎朝，被黎利赦免其罪。但翌年他們便糾集黨羽圖謀叛亂，派人前去明朝尋求支持。他們的書信被太原鎮上將黃原懿截獲，黎利將送信者殺死，不欲追究此事。但隨後有同謀者前來告密，其敘述的事情與信中相同。黎利便下詔將杜維忠、梁汝笏、陳封等人誅殺。

## 相關人物
- 莫邃
- 阮勛
- 梁汝笏
- 陳封
- 范世矜